# Pandava hunanensis
Pandava hunanensis är en spindelart som beskrevs av Yin och Youhui Bao 200. Pandava hunanensis ingår i släktet Pandava och familjen stenspindlar. Inga underarter finns listade i Catalogue of Life.